# Parque Ueno
El Parque Ueno (上野公園 Ueno Kōen?)  es un espacioso parque público localizado en Ueno en el barrio Taitō-ku de Tokio, Japón. Este se encuentra en el lugar donde antes estaba el Kan'eiji, un templo asociado de forma cercana con el Shogunato Tokugawa, quienes construyeron el templo para vigilar el Castillo Edo contra el noreste. El templo fue destruido durante la Guerra Boshin.
El parque de Ueno fue establecido como una concesión territorial imperial a la ciudad de Tokio por parte del Emperador Taisho en 1924. El nombre oficial del parque es Ueno Onshi Kōen (上野恩賜公園), que puede ser traducido como "Regalo imperial Parque Ueno."
El Museo Nacional de Tokio, el Museo Nacional de Ciencia de Japón, el Museo Nacional de Arte Occidental. una sala de conciertos, la capilla Tōshōgū, la Charca Shinobazu y su capilla Benzaiten, y el Zoológico de Ueno hacen de esta área un popular centro turístico y recreativo tanto entre japoneses como extranjeros.
El Parque Ueno está rodeado de figuras prominentes de la ficción japonesa, incluyendo a Gan por Mori Ogai.
El Parque Ueno es también lugar de varias personas sin hogar.

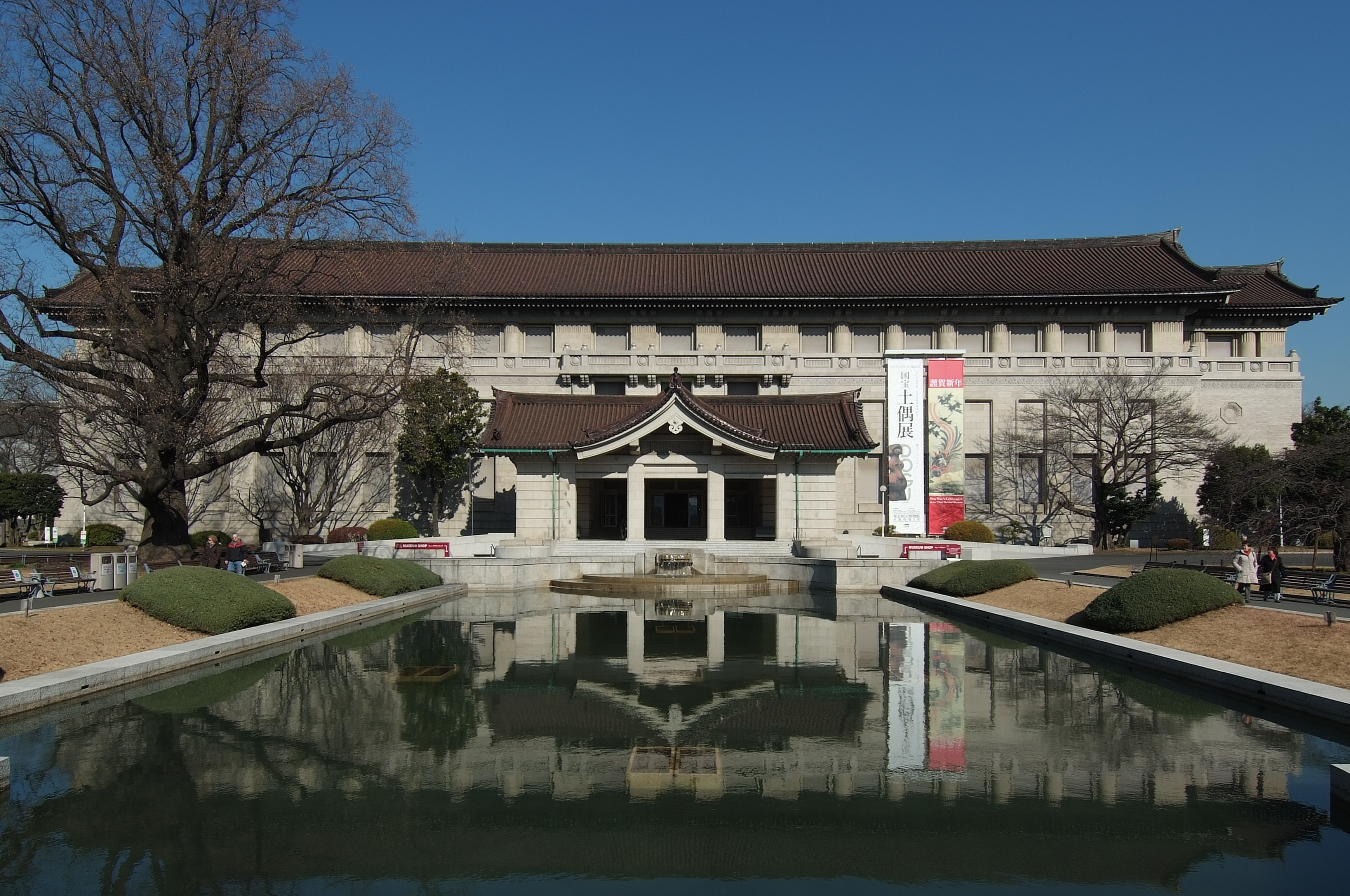
El Museo Nacional de Tokio, edificio Honkan.
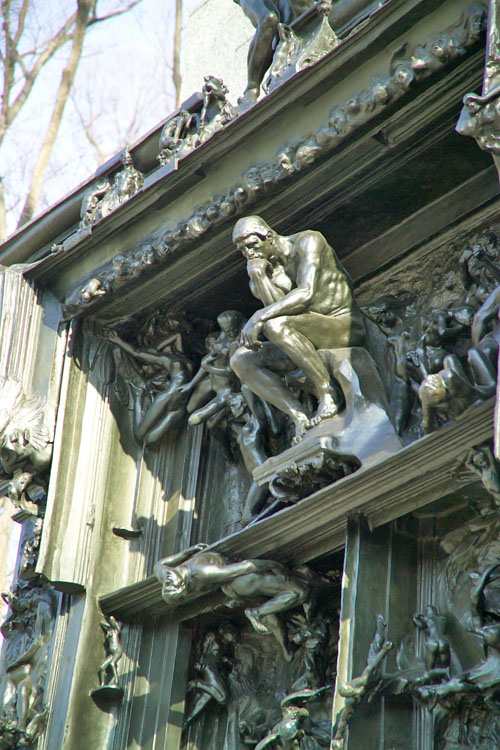
Las Puertas del Infierno en el Museo Nacional de Arte Occidental
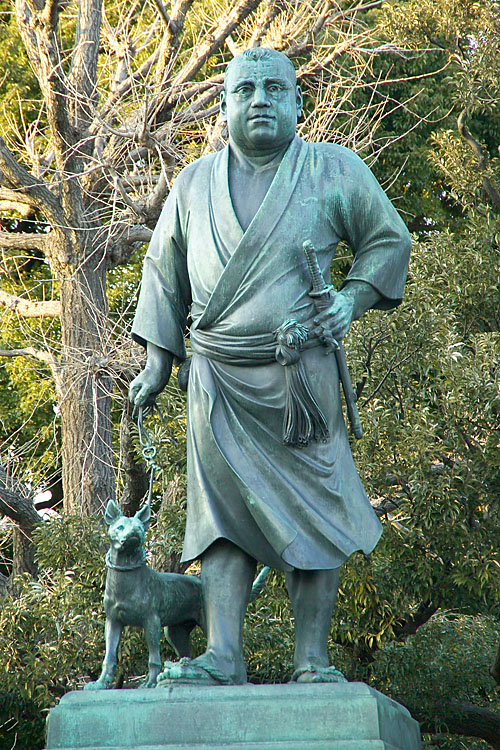
Estatua del samurai Saigo Takamori paseando a su perro.
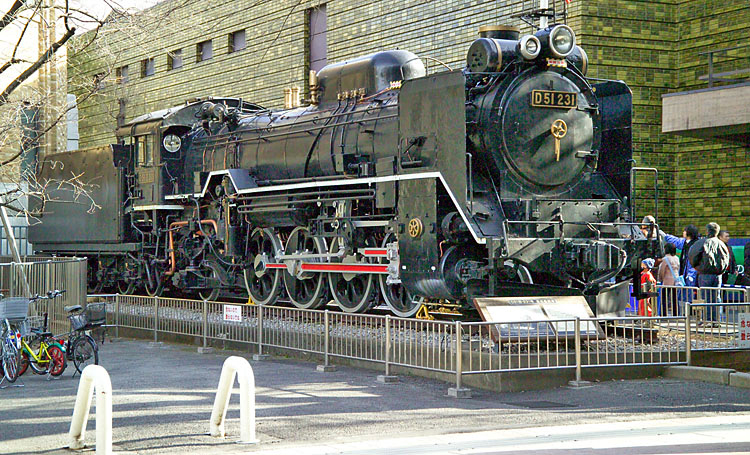
Una muestra de una locomotora a vapor frente al Museo Nacional de Ciencia de Japón
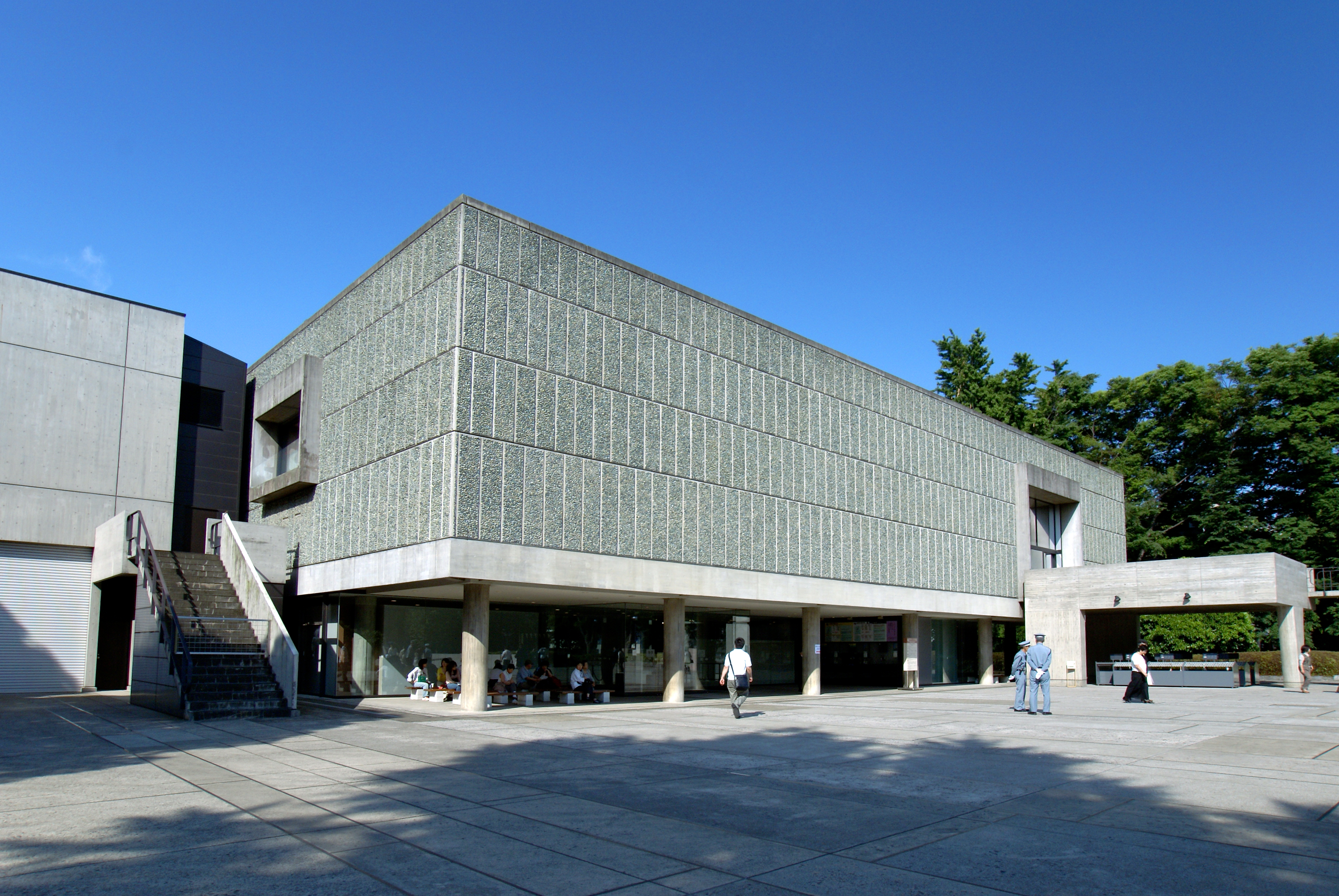
Museo de arte Occidental
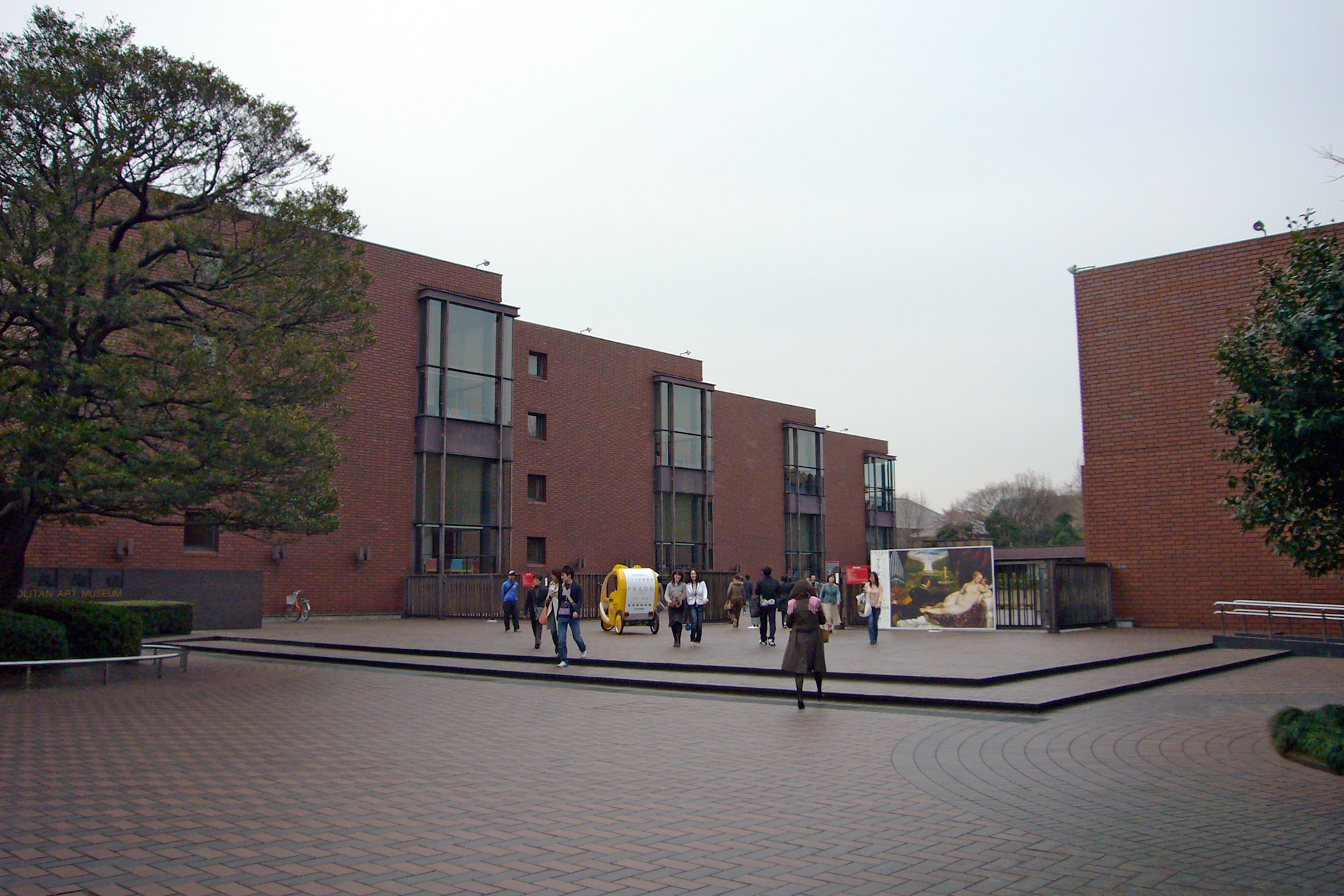
Museo de Arte Metropolitano de Tokio
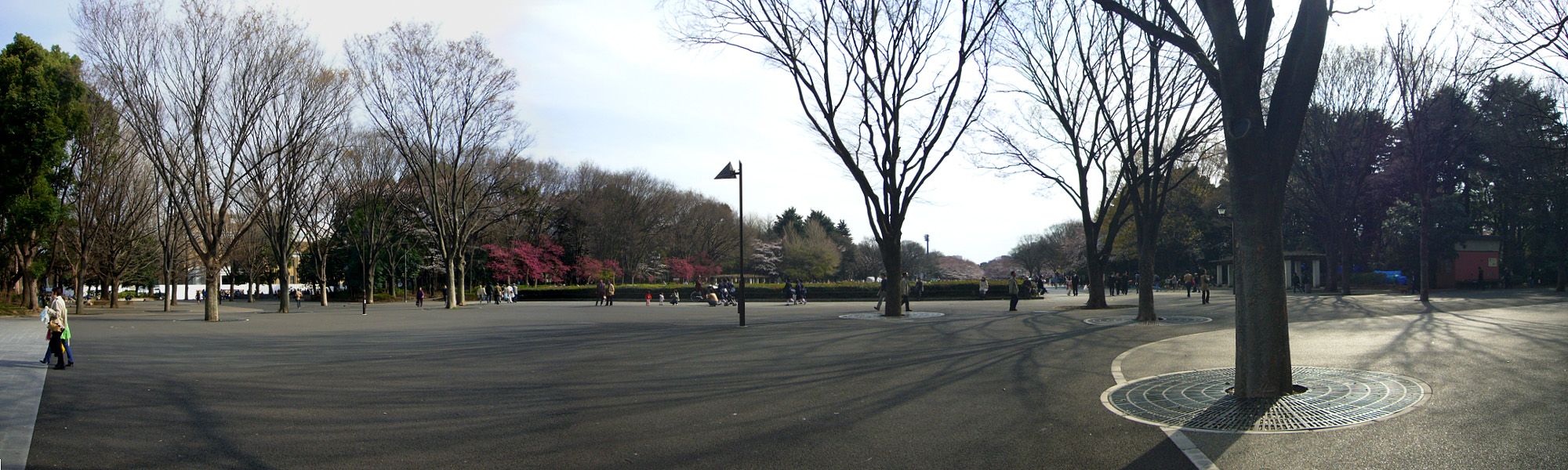
Vista panorámica del Parque Ueno
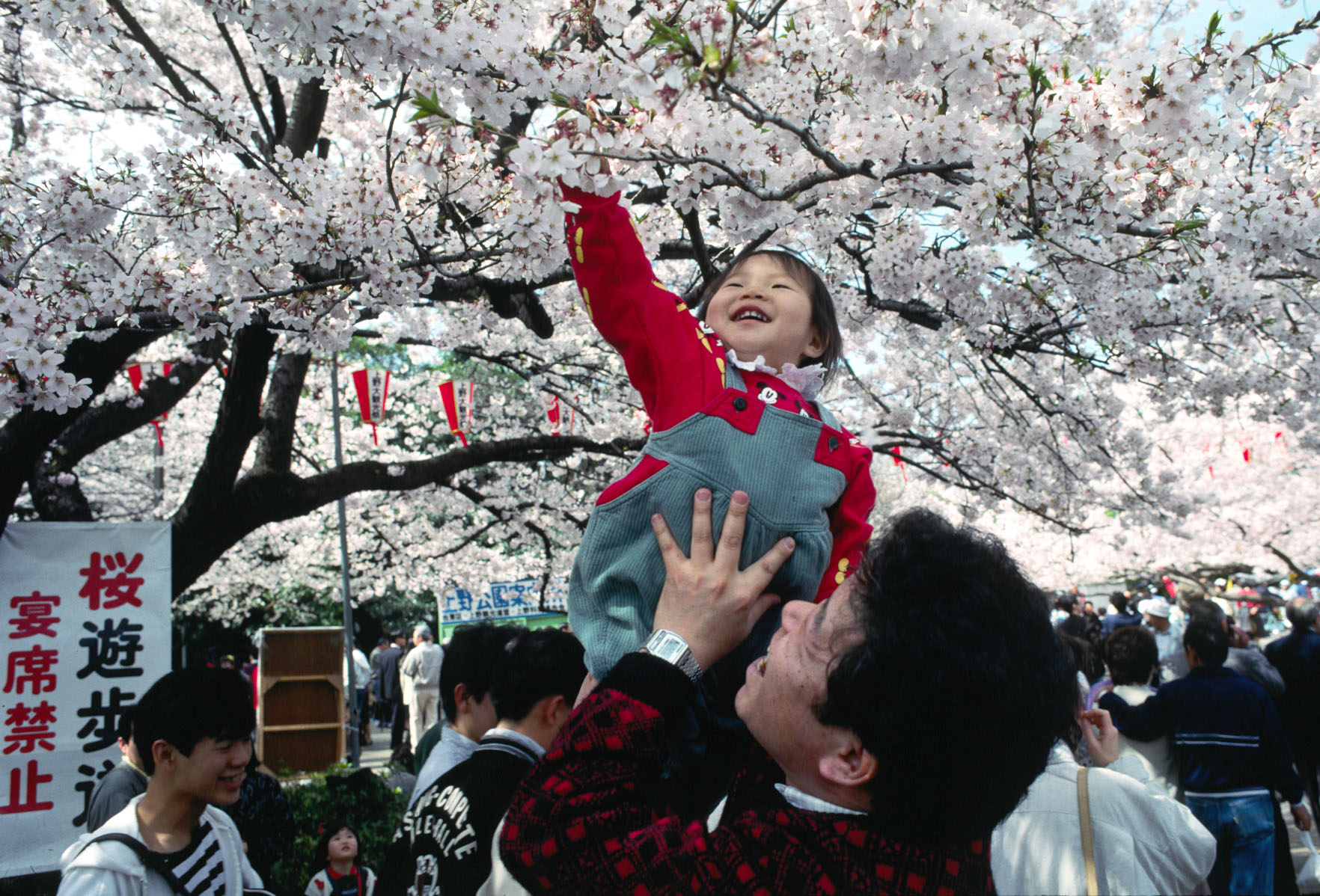
Hanami
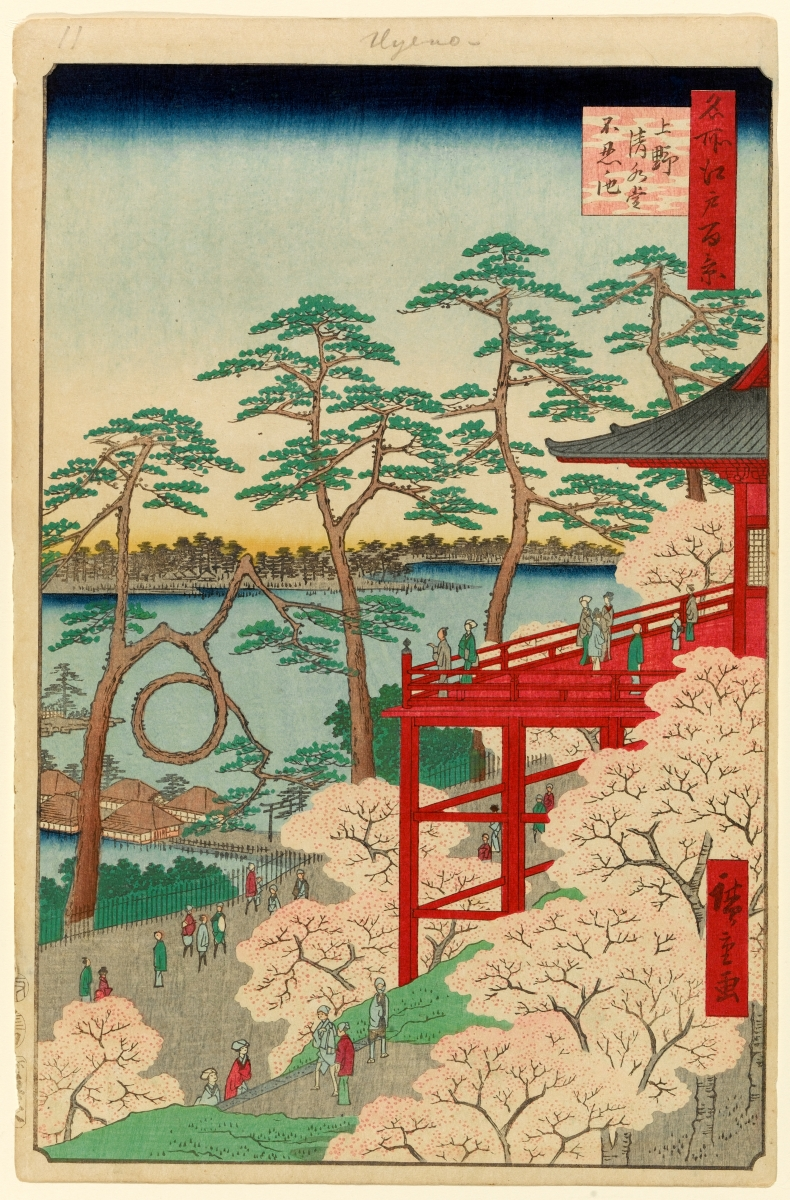
Hiroshige

- Datos: Q746216
- Multimedia: Ueno Park / Q746216